# Катића кућа у Трстенику
Катића кућа у Трстенику, као кућа имућне и угледне трговачке породице Катића подигнута је у трећој четвртини 19. века. Представља непокретно културно добро као споменик културе од великог значаја.
Њен власник, Стеван Катић, трговац из Трстеника рођен у селу Богдање, већ у првој генерацији стекао је углед и иметак, потврђујући својим примером ову често уочавану појаву у Србији претпрошлог века. Стеван је био посланик Светоандрејске Велике народне Скупштине 1858. године, значајне по одлуци да се кнезу Милошу поново преда власт. Његов син Петар, такође трговац, био је сенатор и посланик.

## Изглед
Зграда у основи припада типу моравске куће са примесама оријенталног стила. Кућа је спратна, ломљеним каменом зидана зграда, покривена ћерамидом. Већих димензија и снажније физичке структуре, њу карактерише широка опшивена стреха, већи прозори и пространи, с крајева испуштени трем у приземљу и на спрату дворишне стране. Приземље куће, са два камена, лучно завршена улаза, подељено је, с једне стране, на две стамбене просторије, а са друге, на делом укопан подрум, док је спратни део подељен на четири собе, по две са обе стране ходника у чијем продужетку је остава. Катића кућа је једна од ретких, готово у неизмењеном облику сачуваних староградских кућа, насталих као одраз потреба и схватања нарастајућег српског патријархалног грађанског слоја у другој половини 19. века.